# Ferrata Luigi Zacchi
Via ferrata Luigi Zacchi je zajištěná cesta nacházející ve skupině vrcholu Monte Schiara v Dolomitech (oblast Dolomiti Bellunesi) v Itálii. Patří mezi nejvyhledávanější v Dolomitech.

## Historie
Tato cesta vznikla po druhé světové válce jako druhá vůbec. Luigi Zacchi byl plukovník, který ji zajistil svými Alpini (ekvivalent známých alpských myslivců).

## Výchozí bod
Chata Rif. 7°Alpini (1 502m), ke které vede značená stezka z Case Bortot (700 m, 3 hod.) u silnice mezi Bolzanem a Bellunem na západní výpadovce z Belluna. (7 km z Belluna do Case Bortot, velké stoupání).

## Popis cesty
Z chaty Alpini jde strmě stezka k patě stěny. Start ferraty Zacchi se nachází v dutině (Brána)na jejímž konci je ve výšce 1 800 m namalovaná freska. Po úvodním lezením žlebem vychází stezka po dvou žebřících a lávce na trávou porostlou terasu. Schází se po stupních asi 50 metrový komín na další terasu. Jediné ocelové lano zajišťuje sled velmi strmých pilířů (stupeň III.UIAA). Cesta míjí věž Gusela del Vescova (40 m, viditelná až z Belluna, možné zlezení IV. UIAA). Těsně pod tímto útvarem se nachází bivak Bernardina. Zde se cesta Zacchi napojí na ferratu Berti, která vede až k vrcholu Monte Schiara. Délka : 45 min. nástup, ferrata 2 hod.

## Náročnost
Oficiální hodnocení obtížnosti ferraty je D. Sice zde najdeme několik náročných a vzdušných úseků, ale nikde nejsou převisy a celek není tak sportovní.